# Nister-Radweg

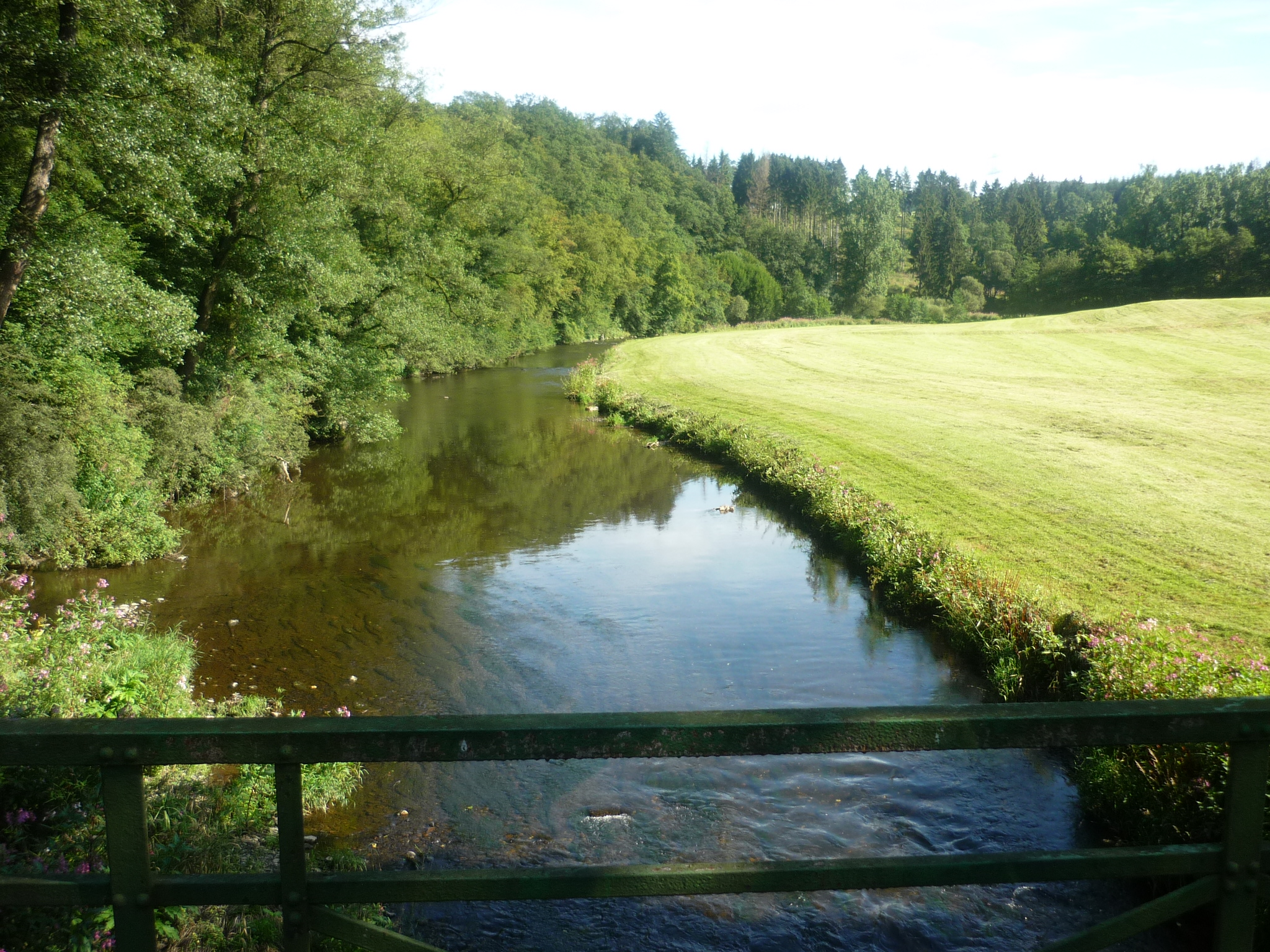
Das Tal der Nister zwischen Wissen und Helmeroth

Der Nister-Radweg ist ein rund 71 km langer Radwanderweg im nördlichen Westerwald, der die Nister von der Quelle bis nach Wissen kurz vor ihrer Mündung in die Sieg begleitet. Seinen Startpunkt nimmt er im Hohen Westerwald westlich der Fuchskaute bei Willingen. Über die Städte Bad Marienberg und Hachenburg führt er am unteren Lauf der Nister durch die Kroppacher Schweiz bis nach Wissen an der Sieg.

## Besonderheiten
Der Nister-Radweg lässt sich sowohl als Etappentour als auch in mehreren Etappen erfahren. Er greift zumeist auf asphaltierte Wirtschafts- und Forstwege zurück. Von der Gesamtstrecke sind etwa 48 km asphaltiert; bei den restlichen 23 km handelt es sich um eine wassergebundene Bodendecke. Von Willingen verläuft er, immer mal wieder mit kleineren Anstiegen und einem größeren Anstieg kurz vor Hachenburg durchsetzt, stetig bergab. Insgesamt sind 680 Hm an Anstiegen und 1050 Hm an Abstiegen zu überwinden. In Wissen besteht mit der Westerwaldschleife, die in drei Etappen den Westerwald umrundet, Anschluss nach Linz und somit an den Rhein-Radweg. Ausgewiesen ist der Nister-Radweg mit einem grün-weißen Wegzeichen, auf dem ein Fahrrad zu sehen ist. Oben enthält das Logo den Schriftzug „Westerwald Rad“, am unteren Rand ist „Nister-Radweg“ zu lesen. Der Radweg ist für geübte Freizeitradler geeignet, lediglich der Hauptanstieg aus dem Nistertal nach Hachenburg ist sportlich anspruchsvoll. Dieses Teilstück lässt sich ab dem Bahnhof Unnau-Korb mithilfe der zwischen Limburg/Westerburg und Au (Sieg) verkehrenden Bahnlinie umgehen, auch Buslinien verkehren zwischen Unnau-Korb und Hachenburg. Insbesondere der Zeitraum zwischen März und Oktober eignet sich für eine Tour auf dem Nister-Radweg.

## Streckenverlauf
Gemeinsam mit der Nister, auch Große Nister genannt, beginnt der Radweg am Westfuß der Fuchskaute. Von Willingen geht es an Vogelschutzgebieten des Hohen Westerwaldes vorbei, zunächst in südlicher, dann in südwestlicher Richtung. Der Radweg quert den Lauf der Nister mehrere Male, bis Bad Marienberg über eine stillgelegte Bahntrasse erreicht wird. Über Nistertal und Alpenrod führt der Radweg in weiten Schleifen hinauf nach Hachenburg. Eine Talfahrt zurück ins Tal der Nister schließt sich an. Vorbei an Kloster Marienstatt mit Basilika geht es zuerst rechts, dann links der Nister nordwestwärts in Richtung Heimborn-Ehrlich. Hier mündet die Kleine Nister in die Große Nister. In der Kroppacher Schweiz verdichtet sich das Tal der Nister. Zwischen Stein-Wingert und Helmeroth verlässt der Nister-Radweg den engen, von Felsen gerahmten Flusslauf. Auf beiden Seiten des Flusses geht es ab Helmeroth nach Wissen, wo der Radweg offiziell endet.

## Bahnanbindung
Wissen an der Sieg wird von der Bahn über die Siegstrecke angebunden. Der RegionalExpress (RE) zwischen Köln und Siegen verkehrt im Stundentakt. Hachenburg, Unnau-Korb und Nistertal-Bad Marienberg liegen an der Bahnstrecke zwischen Limburg/Westerburg und Au (Sieg). Die Nisterquelle bei Willingen ist nicht direkt mit der Bahn zu erreichen.